# Procambarus enoplosternum
Procambarus enoplosternum ist eine nordamerikanische Flusskrebs-Art.

## Aussehen
Der auffällig gezeichnete Krebs wird 7 bis 11 cm groß. Farblich ähnelt er Procambarus pictus und Procambarus pubescens.

## Geschlechtsmerkmale
Die Unterscheidung der Geschlechter erfolgt wie bei allen Procambarus-Arten, wobei Männchen meistens etwas schlichter gefärbt sind und schlankere, längere Scheren haben.

## Vorkommen
Der Krebs ist in fließenden Gewässern der USA zu Hause, aber auch in Pfützen, Straßengräben oder selbstgegrabenen Gängen zu finden. Das Verbreitungsgebiet reicht von Wateree-River-Gebiet in South Carolina bis zum Little Ocmulgee-Altamaha-Stromgebiet in Georgia.